# Jon Anderson

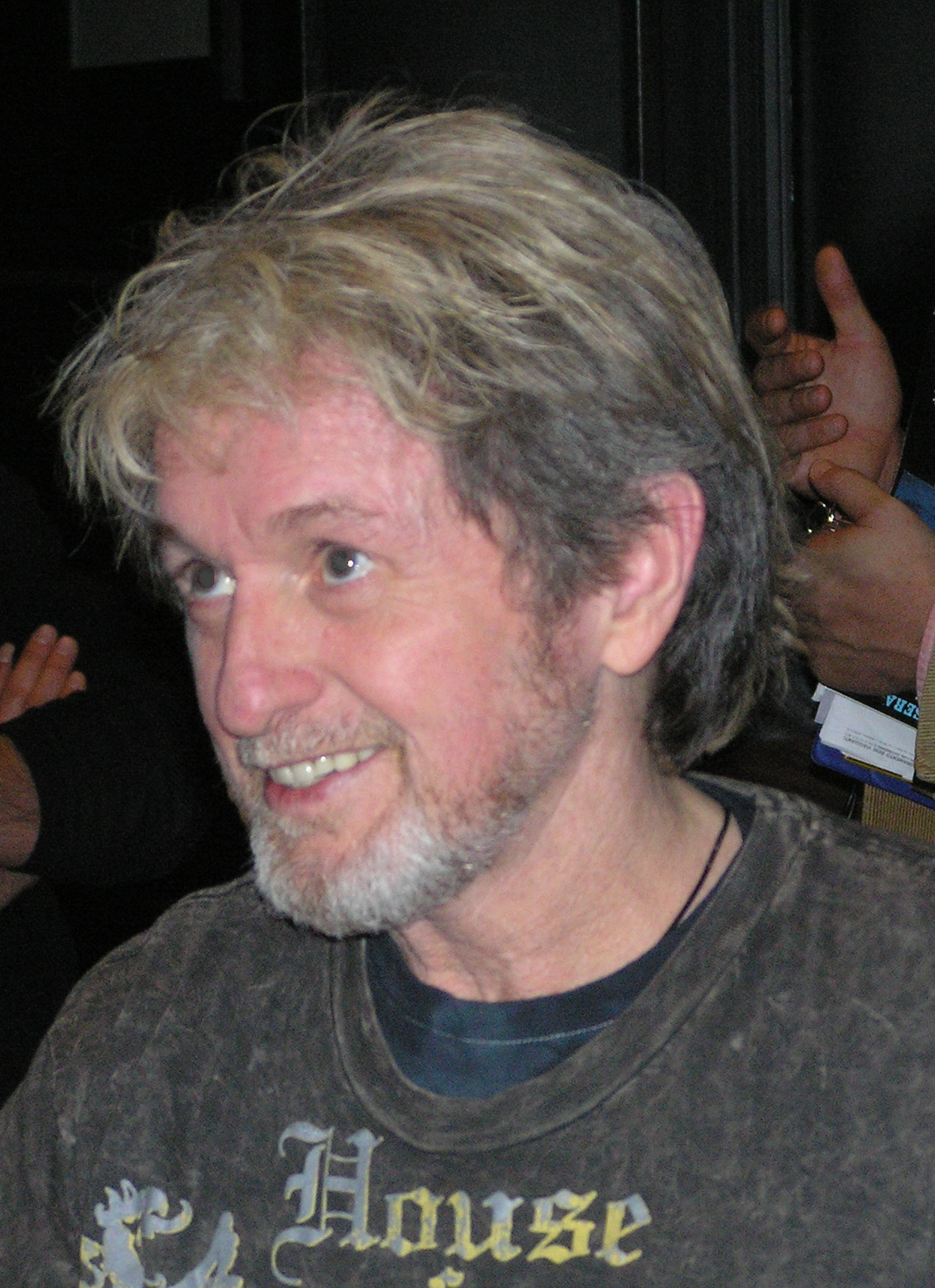
Jon Anderson în Vicenza pe 29 noiembrie 2007.

Jon Anderson (născut John Roy Anderson; n. 25 octombrie 1944, Hyndburn, Anglia, Regatul Unit) este un muzician englez cunoscut ca fostul solist vocal al trupei de rock progresiv, Yes. A cunoscut succesul și ca artist solo colaborând și cu artiști precum muzicianul grec Vangelis printre alții.

## Discografie

### Albume de studio
- Olias of Sunhillow (24 iulie 1976)
- Song of Seven (noiembrie 1980)
- Animation (1982)
- 3 Ships (1985)
- In the City of Angels (1988)
- Deseo (1994)
- Change We Must (1994)
- Angels Embrace (1995)
- Lost Tapes of Opio (1996)
- Toltec (1996)
- The Promise Ring (1997)
- Earth Mother Earth (1997)
- The More You Know (1998)

## Colecție
- The Lost Tapes (2006-2007)